# 真船民伊
真船 民伊（まふね たみい、1878年（明治11年）10月7日 - 没年不詳）は、日本の内務官僚。愛知県中央商工相談所常務理事。

## 経歴
福島県安積郡三代村（現在の郡山市）出身。1904年（明治37年）に東京高等師範学校英語部を、1910年（明治43年）に東京帝国大学法科大学法律科を卒業した。高等文官試験に合格し、福島県理事官、宮城県理事官、鳥取県警察部長、愛知県産業部長、島根県書記官・内務部長、香川県書記官・内務部長、茨城県書記官・内務部長、熊本県書記官・内務部長を歴任した。
退官後は豊橋市助役、愛知県中央商工相談所常務理事、愛知県嘱託を務めた。